# Distretto di Arahuay
Il distretto di Arahuay è uno dei sette distretti della provincia di Canta, in Perù. Si trova nella regione di Lima e si estende su una superficie di 134,29 chilometri quadrati.
Ha per capitale la città di Arahuay.